# Louis Alexandre Gastin
Louis Alexandre Gastin est un homme politique français né le 7 novembre 1757 à Aups (Var) et décédé le 16 juin 1840 au même lieu.

## Biographie
Louis Alexandre Gastin naît le 7 novembre 1757 à Aups. Il est le fils de Pierre André Gastin et d'Ursule Élisabeth Robert. 
Commissaire du directoire exécutif, Louis Alexandre Gastin est élu député du Var au Conseil des Cinq-Cents le 24 germinal an VI. S'étant opposé au coup d'État du 18 Brumaire, il est écarté de la représentation nationale par Bonaparte. 
Retiré de la vie politique, il meurt le 16 juin 1840 dans sa ville natale. 